# Ewert Karlsson

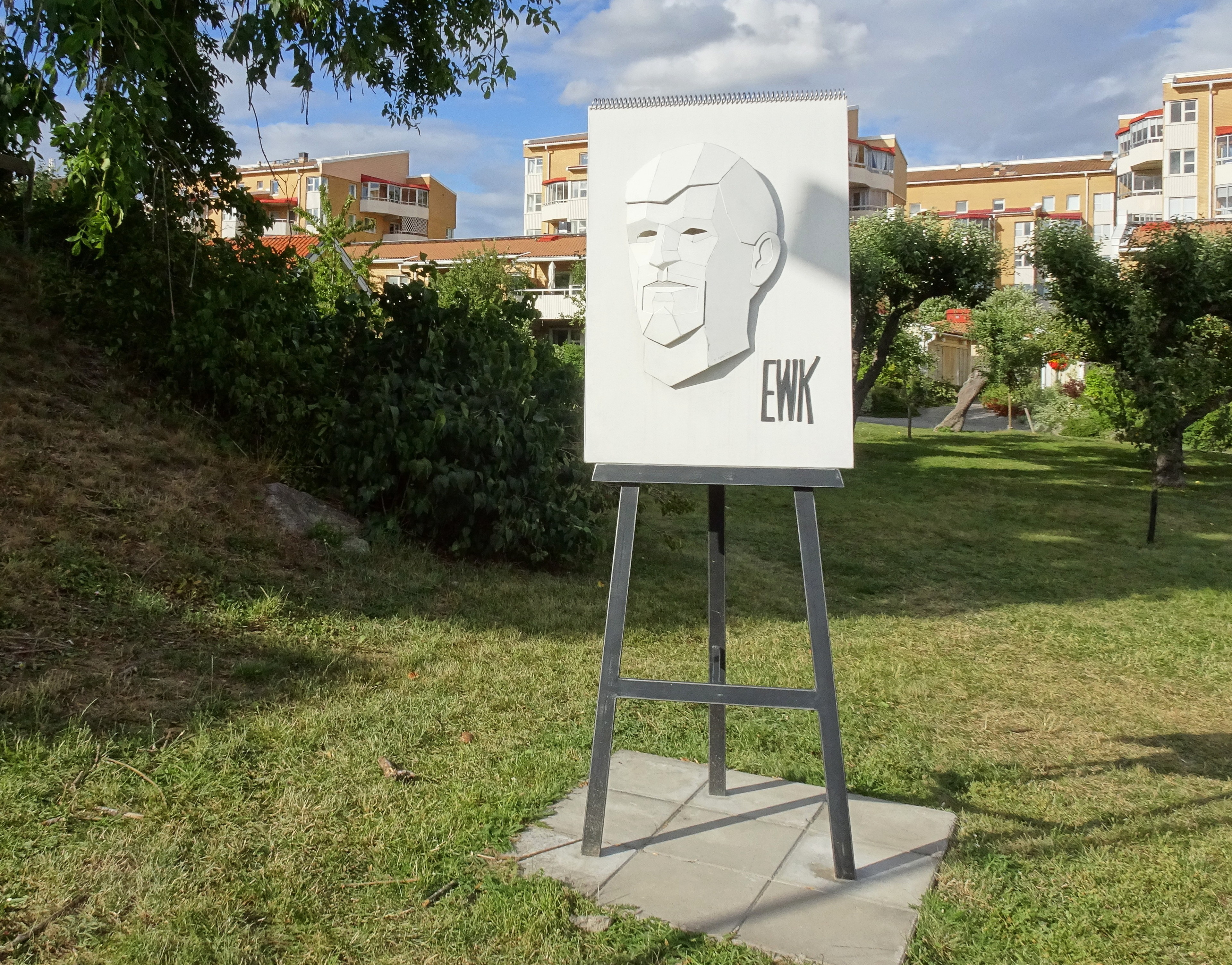
Thomas Qvarsebos skulptur visande EWK i parken på Fullersta gård.

Ewert Karlsson, folkbokförd Evert Gustaf Adolf Karlsson, född 6 november 1918 i Mogata församling, död 5 januari 2004 i Huddinge kommun, var en svensk konstnär och karikatyrtecknare under signaturen EWK, i bland annat Aftonbladet och tidningen Land.

## Liv och verk

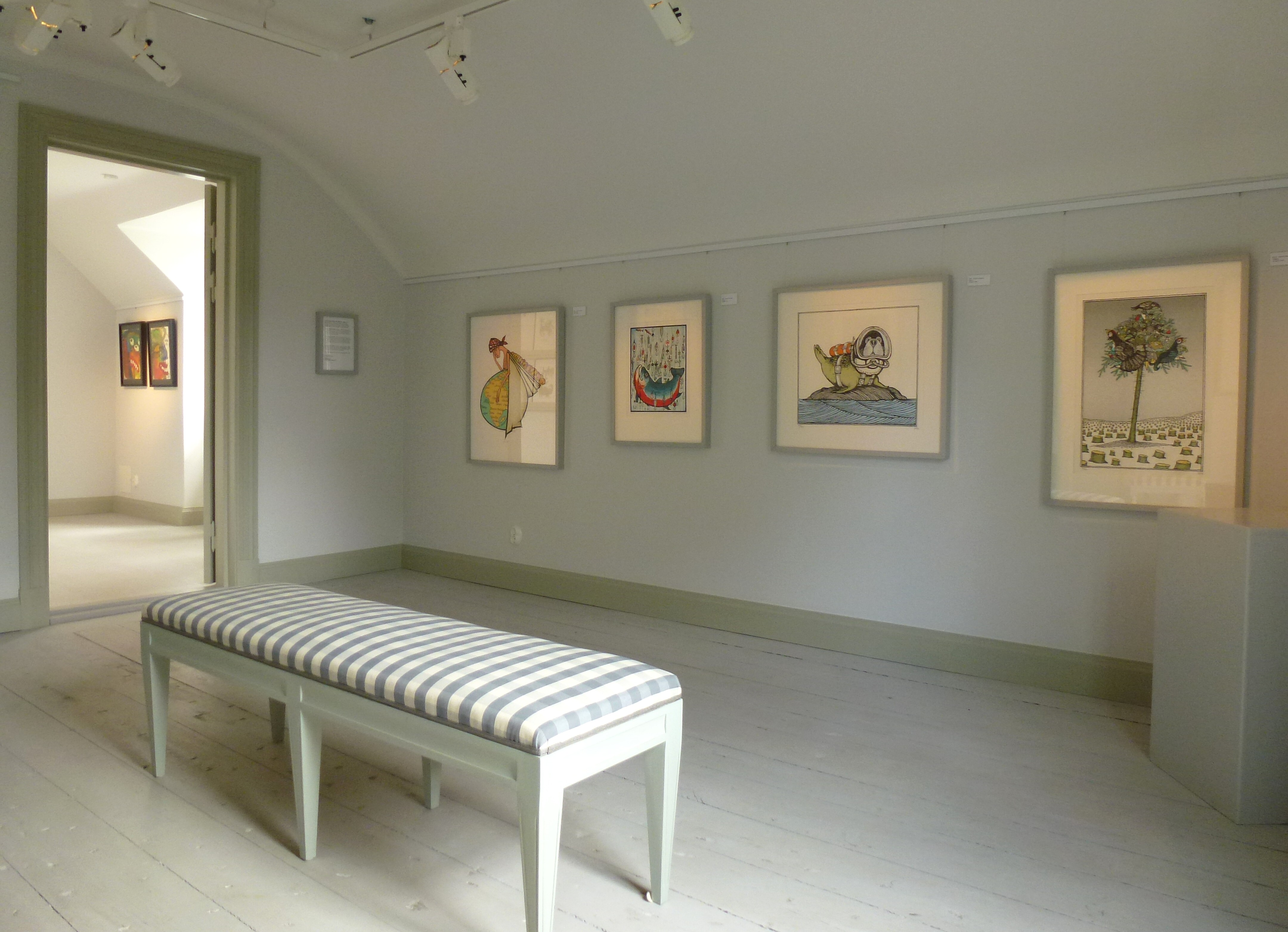
Moder Jord hänger längst till vänster vid en utställning på Fullersta gård.

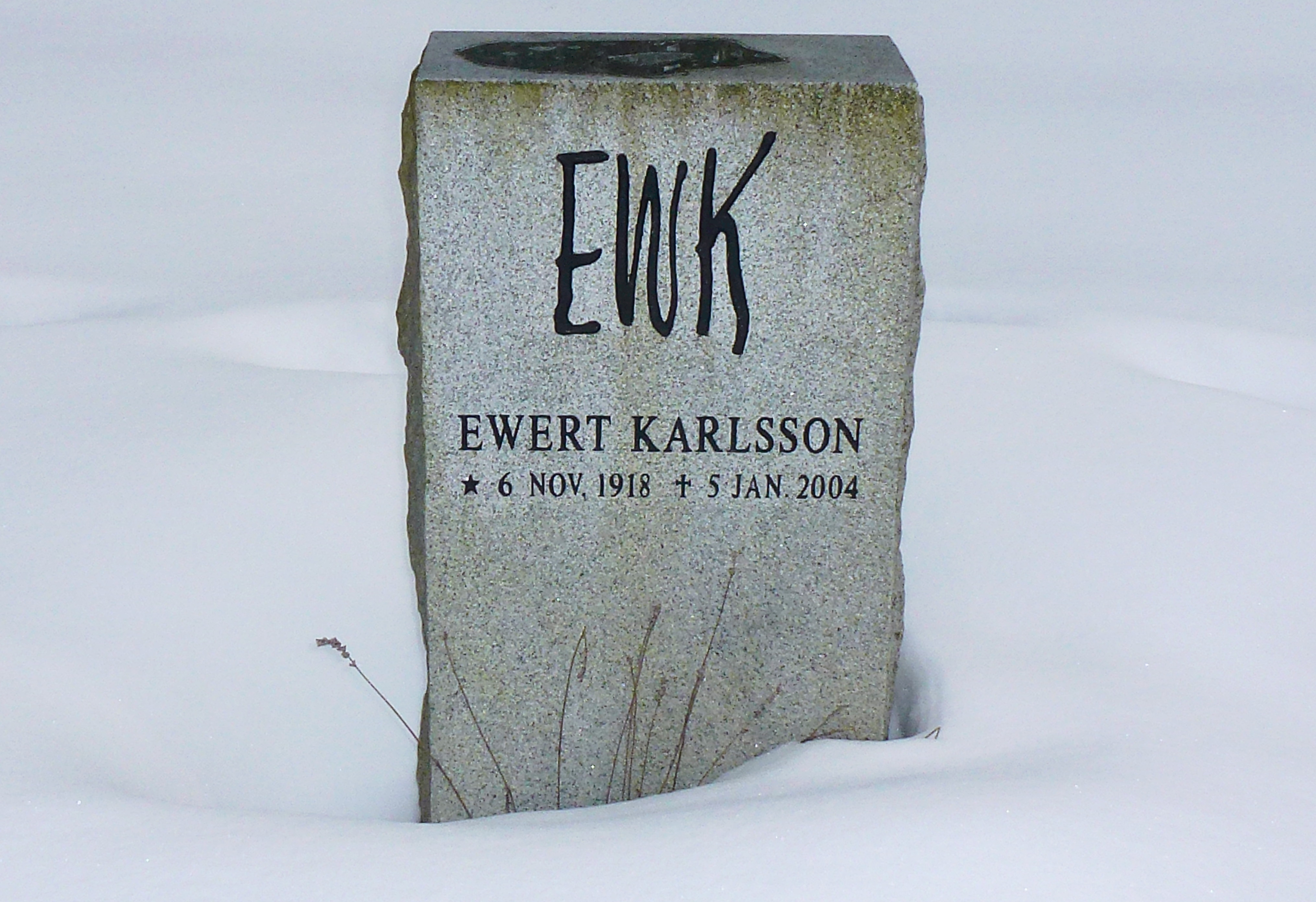
EWK:s gravvård på S:t Botvids begravningsplats i Huddinge.

Ewert Karlsson föddes på torpet Räfbrinken i Mogata församling som son till torparen Gustaf David Olsson (f. 1885) och hans hustru Hilja Adolfina Nilsson (f. 1884). Han hade två syskon. Karlsson övergav sin jordbruksbakgrund för att följa sin konstnärsdröm och flyttade sedermera till Huddinge utanför Stockholm vid 1950-talets början. Det var den tidigare utlandskorrespondenten Victor Vinde som erbjöd Evert Karlsson anställning vid Stockholms-Tidningen. Från 1956 och under de tio år som tidningen fanns i LO-regi arbetade Karlsson med att förse den med politiska idéteckningar samt porträtt på politiska ledare (det är här de Gaulle som ett nedbrunnet ljus syns första gången). Samtidigt med Karlsson fanns en annan duktig karikatyrtecknare på Stockholms-Tidningen, Poul Ströyer.
Då Stockholms-Tidningen gick i graven 1966 övergick Karlsson till Aftonbladet och skulle där fortsätta att teckna fram till sin stroke 1995. Han var även representerad i New York Times och otaliga andra tidningar och vann ett flertal "världsmästerskapstitlar" i den politiska karikatyr-genren, bland annat för "Mao" och den mycket pedagogiska "Moder Jord".
"Moder Jord" är en av hans mest kända teckningar. Den visar en trött, höggravid färgad kvinna med rund mage liknande en jordglob. Den visar Afrika, och hon bär en stor barnaskara på ryggen. Samtidigt håller hon handen för ögonen. Illustrationen är utan text; budskapet går fram ändå. Med den teckningen vann Ewert Karlsson en guldmedalj vid The International Salon of Cartoon i Montreal 1967.
Sedan 2009 finns ett EWK-museum inrymt i Arbetets museum i Norrköping där runt 2 000 originalteckningar är deponerade. Även Fullersta gård i Huddinge kommun har en del arbeten och en permanent utställning med några av EWK:s arbeten. Där finns originalet till Moder Jord.
Ett annat exempel på EWK:s förmåga finns i noten här. Det är omslaget till en av de många Årskrönikor från Svitjod han illustrerade, och där Gunnar Ericsson författade texten.

### Familj
Ewert Karlsson var gift med Alice Karlsson (1924–2012) och far till journalisten Aino Heimerson och designern Margareta van den Bosch. Ewert Karlsson fick sin sista vila på S:t Botvids begravningsplats.
På hösten 2013 avtäcktes en skulptur skapad av konstnär Thomas Qvarsebo till minne av EWK i Fullersta gårds park. Närvarande var bland annat den tidigare statsministern Ingvar Carlsson.

## Priser och utmärkelser
- 1959 – Landsbygdens författarstipendium
- 1988 – Illis Quorum
- 1993 – Knut V. Pettersson-stipendiet
- 1999 – Hedersdoktor vid Linköpings universitet